# Panna Zee
Panna Zee (bułg. Лейди Зи / Lejdi Zi) – bułgarski dramat filmowy z 2005 roku w reżyserii Georgiego Djułgerowa. Zdjęcia kręcono w Bułgarii (Sofia) i Grecji (Saloniki).

## Opis fabuły
Złatina i Leczko wychowali się w domu dziecka. Mając dwanaście lat, Złatina ujawnia swój talent strzelecki. W tym samym dniu grupa nastolatków planuje ją zgwałcić. Aby do tego nie dopuścić, oddaje się nauczycielowi z domu dziecka. Po pewnym czasie Złatina spotyka ponownie Najdena, który jest teraz zostaje jej trenerem. Kiedy Najden pada ofiarą przestępstwa, Złatina przedstawia się policji jako prostytutka, planując, że umożliwi jej to wyjazd do Grecji. Tam jednak trafia do domu publicznego.

## Obsada
- Anelija Gyrbowa jako Złatina
- Iwan Byrnew jako Najden Petkow
- Paweł Paskalew jako Leczko
- Wanina Czerwenkowa jako Złatina w dzieciństwie
- Isus Borisławow jako Leczko w dzieciństwie
- Elizaweta Boewa jako Bonka
- Pawlina Angełowa jako wizytatorka
- Christosa Canewa jako Wania
- Iwan Stojczew jako Orecha
- Rusi Czanew jako ważna osobistość
- Ema Konstantinowa jako prostytutka
- Borisława Tanewa jako grecka żona
- Iwan Simeonow
- Krasimira Nikołowa
- Nikołaj Todorow

## Nagrody
- 2005: Grand Prix na Festiwalu Filmowym w Sarajewie
- 2005: Nagroda Publiczności na Festiwalu Filmowym w Montrealu
- 2006: Nagroda CEI na Międzynarodowym Festiwalu Filmowym w Trieście